# 솔로몬섬도마뱀
솔로몬섬도마뱀(Solomon Islands skink)은 몽키테일스킨크(Monkey-tailed skink)라고도 불리는 솔로몬 제도에 서식하는 수목종의 도마뱀과이다. 솔로몬섬도마뱀은 현존하는 가장 큰 도마뱀과 종이다.
솔로몬섬도마뱀은 포토스 식물을 포함한 많은 다양한 과일과 야채를 먹으며 완전히 초식성이다. 솔로몬섬도마뱀은 사회적 집단이나 순환계 내에서 활동하는 것으로 알려진 파충류의 몇 안 되는 종류 중 하나이다. 수컷과 암컷 표본 모두 영토이며 종종 가족 집단이 아닌 구성원들에게 적대적인 것으로 알려져 있다.